# 公社起义
公社起义或卡斯蒂利亚公社起义（西班牙語：Guerra de las Comunidades de Castilla）是1520年至1521年，卡斯蒂利亚公民反抗卡洛斯一世统治的起义。起义期间，起义军曾控制了卡斯蒂利亚核心地区，包括巴利亚多利德、托德西亚斯、托萊多。
当时，卡洛斯的母亲胡安娜女王名义上与其母子共治，其实被关在托德西亚斯的一家修道院里。起义军夺取托德西亚斯后，意图拥戴胡安娜为唯一君主，并以她的名义废黜卡洛斯，但胡安娜虽然同情起义军，却不愿废黜亲生儿子，没有签署授权及废黜儿子的文件。
后来王军收复托德西亚斯，起义军遂失去拥戴胡安娜的名分。起义最终被镇压。为防胡安娜再被反对者利用，卡洛斯将其继续囚禁至死。